# Contea di Page (Iowa)
La contea di Page (in inglese: Page County) è una contea dello Stato dell'Iowa, negli Stati Uniti. La popolazione al censimento del 2000 era di 16 976 abitanti. Il capoluogo di contea è Clarinda.